# Xu Wang
Xu Wang (chinesisch 許 王 / 许 王, Pinyin Xǔ Wáng; * 6. Dezember 1990) ist ein chinesischer Marathonläufer.
2012 wurde er Zehnter beim Peking-Marathon mit seiner persönlichen Bestzeit von 2:15:35 h.
2015 wurde er Zehnter beim Chongqing-Marathon und kam bei den Leichtathletik-Weltmeisterschaften in Peking auf den 24. Platz.